# Thénouville
Thénouville est, depuis le  1er janvier 2017, une commune française de statut commune nouvelle ; elle est située dans le département de l'Eure en région Normandie. Son chef-lieu se situe à Bosc-Renoult-en-Roumois.

## Géographie

### Hydrographie
La commune est située dans le bassin Seine-Normandie. Elle est drainée par le fossé 01 de la commune de Boissey-le-Chatel, le fossé 01 de la commune de Ecaquelon et le fossé 01 de la commune de Theillement,,.

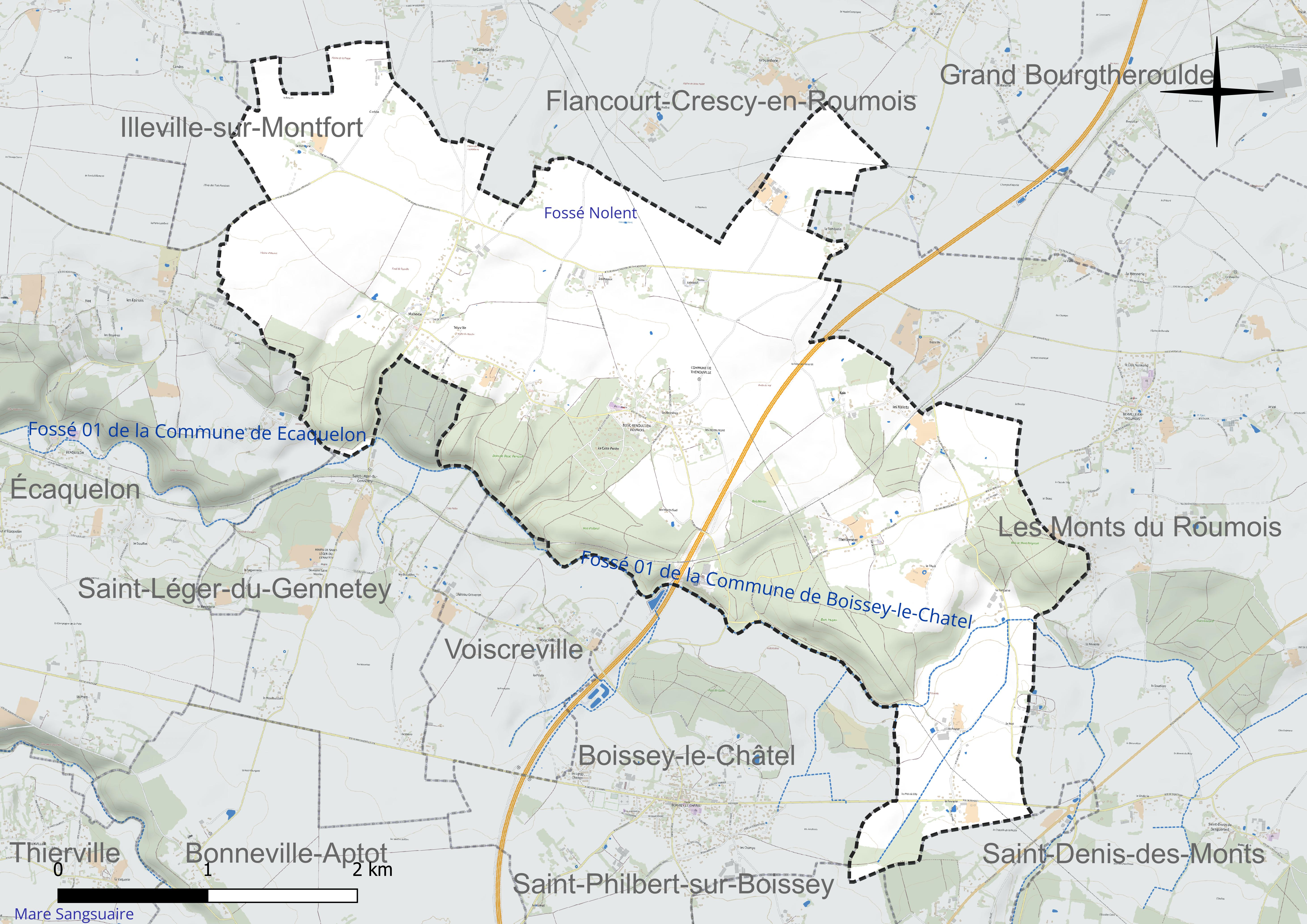
Réseau hydrographique de Thénouville.

Un plan d'eau complète le réseau hydrographique : Fossé Nolent (0 ha),.

### Climat
Pour des articles plus généraux, voir Climat de la Normandie et Climat de l'Eure.
En 2010, le climat de la commune est de type climat océanique dégradé des plaines du Centre et du Nord, selon une étude du CNRS s'appuyant sur une série de données couvrant la période 1971-2000. En 2020, Météo-France publie une typologie des climats de la France métropolitaine dans laquelle la commune est exposée à un climat océanique et est dans la région climatique  Côtes de la Manche orientale, caractérisée par un faible ensoleillement (1 550 h/an) ; forte humidité de l’air (plus de 20 h/jour avec humidité relative > 80 % en hiver), vents forts fréquents. Parallèlement le GIEC normand, un groupe régional d’experts sur le climat, différencie quant à lui, dans une étude de 2020, trois grands types de climats pour la région Normandie, nuancés à une échelle plus fine par les facteurs géographiques locaux. La commune est, selon ce zonage, exposée à un « climat contrasté des collines », correspondant au Pays d’Auge, Lieuvin et Roumois, moins directement soumis aux flux océaniques et connaissant toutefois des précipitations assez marquées en raison des reliefs collinaires qui favorisent leur formation.
Pour la période 1971-2000, la température annuelle moyenne est de 10,3 °C, avec  une amplitude thermique annuelle de 14,3 °C. Le cumul annuel moyen de précipitations est de 810 mm, avec 12,6 jours de précipitations en janvier et 8,6 jours en juillet. Pour la période 1991-2020, la température moyenne annuelle observée sur la station météorologique la plus proche, située sur la commune de Brionne à 12 km à vol d'oiseau, est de 11,5 °C et le cumul annuel moyen de précipitations est de 791,7 mm,. Pour l'avenir, les paramètres climatiques de la commune estimés pour 2050 selon différents scénarios d’émission de gaz à effet de serre sont consultables sur un site dédié publié par Météo-France en novembre 2022.

## Urbanisme

### Typologie
Au 1er janvier 2024, Thénouville est catégorisée commune rurale à habitat dispersé, selon la nouvelle grille communale de densité à 7 niveaux définie par l'Insee en 2022.
Elle est située hors unité urbaine. Par ailleurs la commune fait partie de l'aire d'attraction de Rouen, dont elle est une commune de la couronne,. Cette aire, qui regroupe 317 communes, est catégorisée dans les aires de 200 000 à moins de 700 000 habitants,.

## Toponymie
Thénouville est un néo-toponyme.
Le néo-toponyme Thénouville est né de la contraction des noms des anciennes communes Theillement et Touville.

## Histoire
La commune est née du regroupement des communes de Bosc-Renoult-en-Roumois et de Theillement, qui deviennent des communes déléguées, le 1er janvier 2017. Son chef-lieu se situe à Bosc-Renoult-en-Roumois.
Le 1er janvier 2018, elle fusionne avec la commune de Touville pour constituer la nouvelle commune de Thénouville qui prend le statut administratif de commune nouvelle. Son chef-lieu se situe également à Bosc-Renoult-en-Roumois.

## Politique et administration

### Administration municipale
| Période      | Période    | Identité         | Étiquette | Qualité |
| ------------ | ---------- | ---------------- | --------- | ------- |
| janvier 2017 | 22/03/2020 | Céline Marouard  |           |         |
| 22/03/2020   | En cours   | Laurent Debeerst |           |         |

| Période    | Période  | Identité        | Étiquette                   | Qualité |
| ---------- | -------- | --------------- | --------------------------- | ------- |
| 27/06/2021 | En cours | Nathalie Betton | divers gauche et écologiste |         |

### Communes déléguées
| Nom                             | Code Insee | Code postal | Superficie (km2) | Population (dernière pop. légale) | Densité (hab./km2) | Modifier                                    |
| ------------------------------- | ---------- | ----------- | ---------------- | --------------------------------- | ------------------ | ------------------------------------------- |
| Bosc-Renoult-en-Roumois (siège) | 27089      | 27520       | 2,56             | 420 (2015)                        | 164                | modifier les données · modifier les données |
| Theillement                     | 27626      | 27520       | 7,14             | 415 (2015)                        | 58                 | modifier les données · modifier les données |
| Touville                        | 27657      |             | 3,49             | 169 (2015)                        | 48                 | modifier les données · modifier les données |

### Rattachement électoral
À la suite du décret du 5 mars 2020 la commune nouvelle est entièrement rattachée au canton de Grand Bourgtheroulde.

## Population et société

### Démographie
L'évolution du nombre d'habitants est connue à travers les recensements de la population effectués dans la commune depuis sa création.

En 2022, la commune comptait 1 016 habitants, en évolution de +0,59 % par rapport à 2016 (Eure : −0,25 %, France hors Mayotte : +2,11 %).
| 2015  | 2020  | 2022  |
| ----- | ----- | ----- |
| 1 004 | 1 008 | 1 016 |

## Culture locale et patrimoine
Le patrimoine de la commune est — à sa naissance — celui des communes fusionnées.